# Marcipa trista
Marcipa trista là một loài bướm đêm trong họ Erebidae.